# Simone Lenner
Simone Lenner (Baviera, ... – ante 1659) è stato un intagliatore tedesco. Artista locale attivo in Val di Sole e Val di Non, che avviò all'arte dell'intaglio Giovanni Battista Ramus.

## Biografia

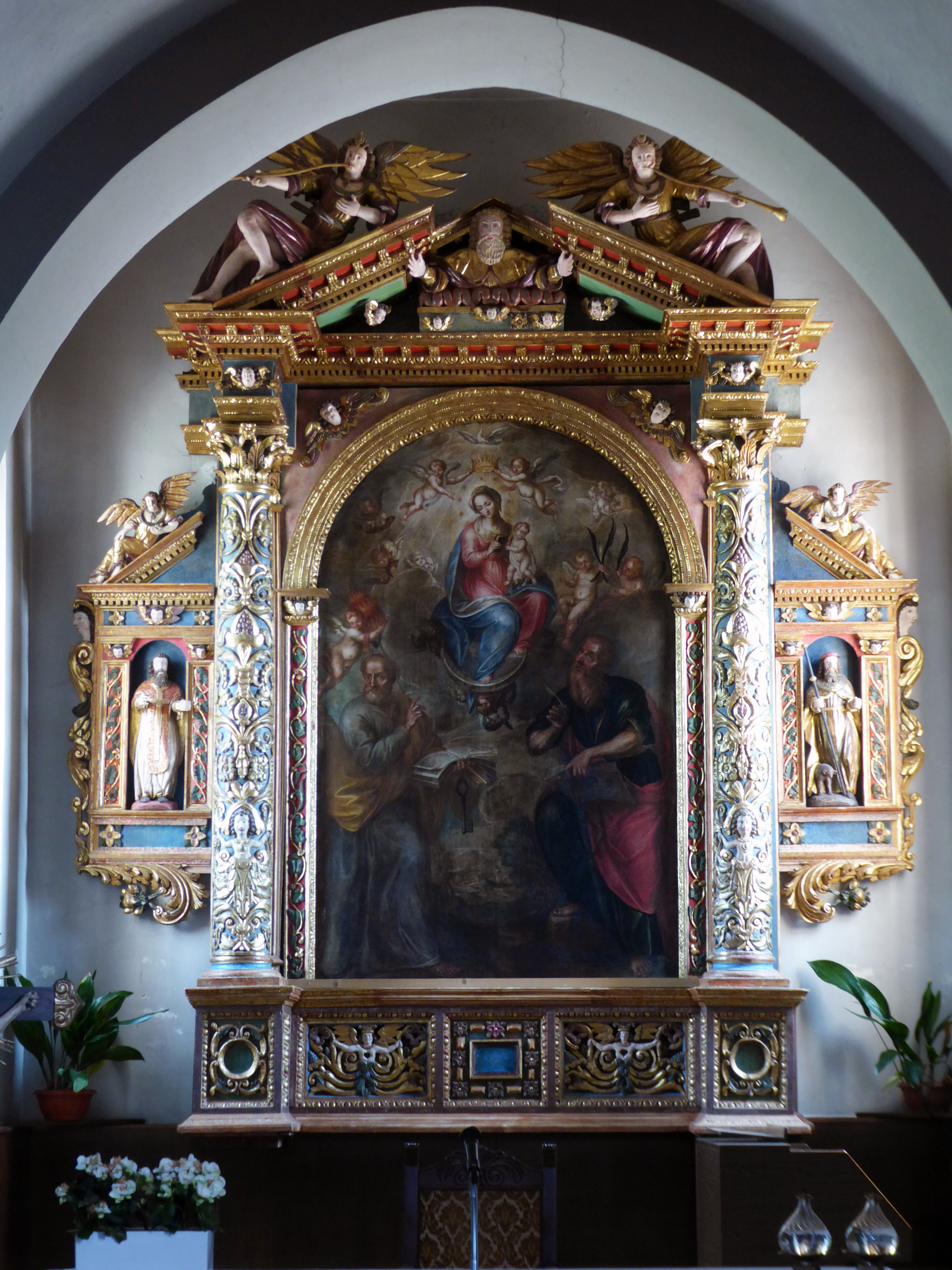
Chiesa dei Santi Pietro e Paolo a Casez, 1642 ca.

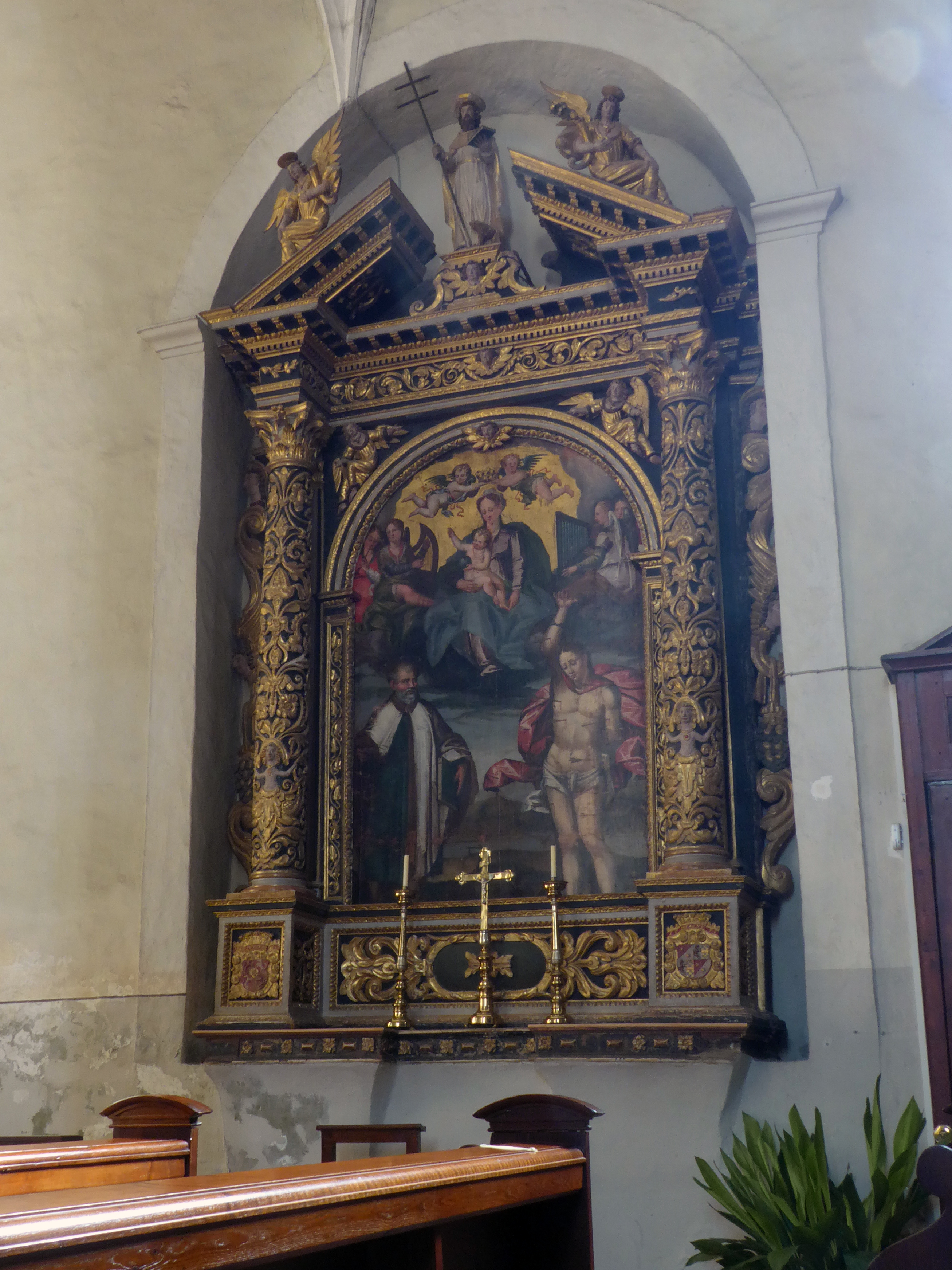
Chiesa di Santa Maria Assunta a Tassullo, 1649

Originario della zona del fiume Lech, tra Austria e Baviera, come sembra suggerire il cognome originale Lechner, con cui sottoscrisse un contratto a Revò nel 1621. Giunse in Trentino probabilmente al seguito della famiglia Heydorf, che resse il castello di San Michele a Ossana dal 1581 al 1640. Visse a Ossana tra il 1616 e il 1655, dove fu nominato caporale del castello.
All'intagliatore furono commissionati numerosi rinnovamenti di vecchi altari ordinati dalla visita pastorale del 1617 durante il principato di Carlo Gaudenzio Madruzzo, tra questi sono degni di nota quelli degli altari maggiori della chiesa dei Santi Filippo e Giacomo a Cogolo e della chiesa di Sant'Antonio Abate a Mastellina, con il reimpiego di elementi lignei tardogotici precedenti.
Gli altari realizzati dal Lenner presentano delle caratteristiche comuni: il frontone con due angeli e due valve di conchiglia inserite nel timpano spezzato e statue laterali poste su mensole a voluta. Le sculture degli angeli hanno atteggiamento rigido e innaturale, che si distanziano dalle botteghe dei Ramus e dei Bezzi, attive nei decenni successivi.

## Opere

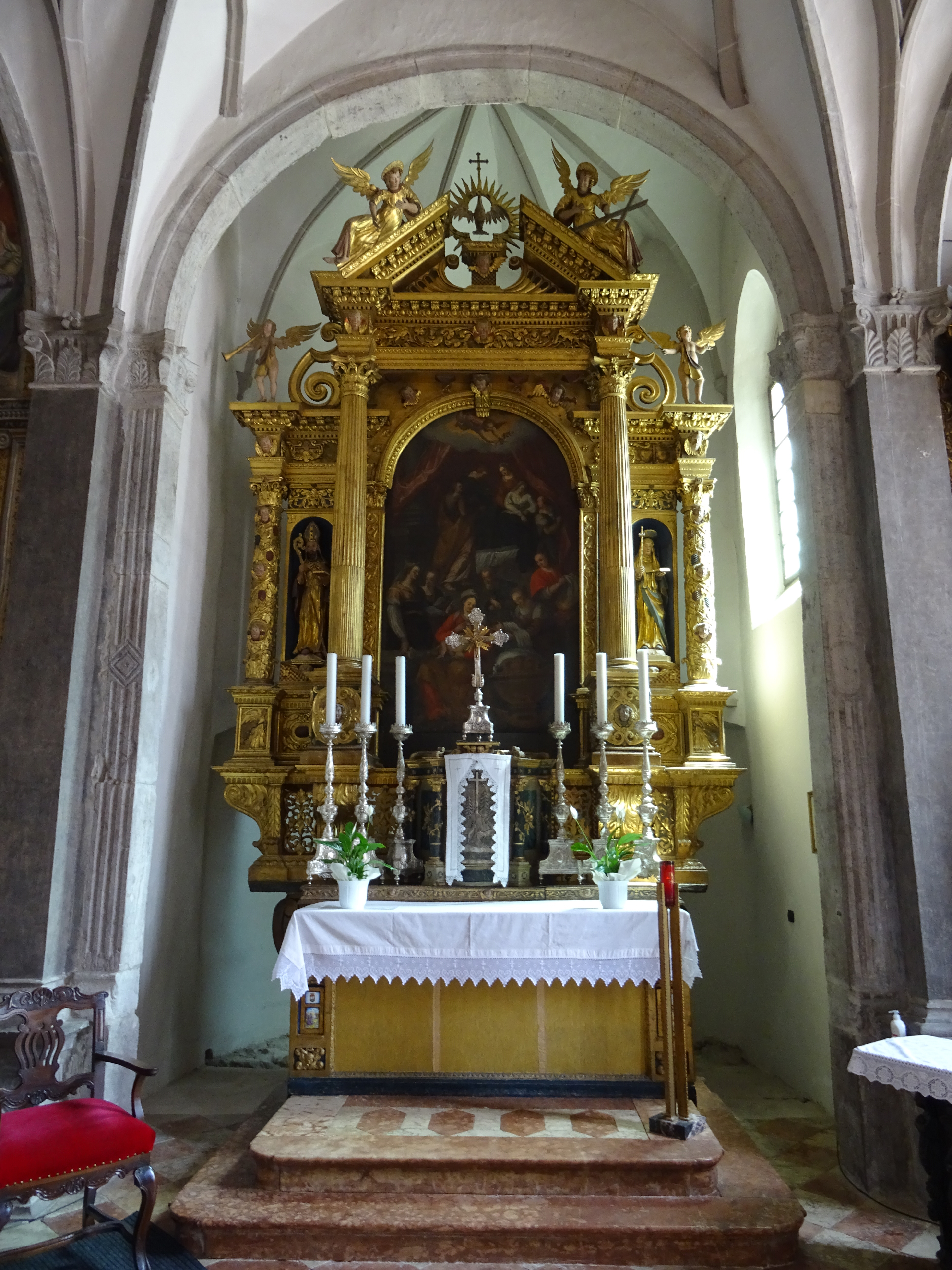
Altare maggiore della chiesa della Natività di Maria, Pellizzano

- Dermulo (Predaia), chiesa dei Santi Filippo e Giacomo: Altare maggiore (1616 ca.)
- Deggiano (Commezzadura), chiesa della Santissima Trinità: Altare maggiore (1620)[6]
- Revò (Novella), chiesa di Santo Stefano: Cassa dell'organo (1624, in origine altare maggiore della chiesa)[7]
- Pellizzano, chiesa della Natività di Maria: Altare maggiore; Balaustra della cappella Cannacci (1626)[8] e Confessionali[9]
- Celledizzo (Peio), chiesa dei Santi Fabiano e Sebastiano: Altare maggiore(1628)
- Cogolo (Peio), chiesa dei Santi Filippo e Giacomo: Altare maggiore (1629)
- Mestriago (Commezzadura), chiesa di Sant'Agata: Altare di S. Bartolomeo (1629) e Copertura del fonte battesimale (1651)
- Mastellina (Commezzadura), chiesa di Sant'Antonio Abate: ristrutturazione dell'altare maggiore (ante 1629); Altare laterale destro (attribuiti da Tiziana Leonardi).[10]
- Cis, chiesa di San Giorgio: Altare maggiore (ante 1640, anno in cui fu indorato). Il campo centrale del paliotto è caratterizzato da due riquadri figurati raffiguranti S. Giorgio e S. Nicolò, bordati da tralci fioriti[11]
- Tuenno (Ville d'Anaunia), Chiesa di Sant'Orsola e Compagne: Mensa dell'altare (1640, in origine pulpito); Altare maggiore; Altare del Rosario e Altare dell'Addolorata (1645)[12]
- Casez (Sanzeno), chiesa dei Santi Pietro e Paolo: Altare maggiore (1642 ca.)[13]
- Banco (Sanzeno), chiesa di Sant'Antonio Abate: Altare maggiore (1643)[12]
- Revò (Novella), chiesa della Madonna del Carmine: Altare maggiore (1648-1651)[14]
- Tassullo (Ville d'Anaunia), chiesa di Santa Maria Assunta: Altare Spaur (1649). Sullo zoccolo sinistro è raffigurato lo stemma della famiglia Morenberg, a destra quello della famiglia Spaur.

### Altre attribuzioni
- Campodenno, chiesa dei Santi Maurizio e Compagni: Altare laterale sinistro[15]
- Cassana (Caldes), chiesa di San Tommaso: Altare maggiore[16]
- Quetta (Campodenno), chiesa di Sant'Egidio: Altare maggiore (attribuita da Raffaella Colbacchini)
- Monclassico (Dimaro Folgarida), chiesa di San Vigilio: Altare laterale destro[1]
- Presson (Dimaro Folgarida), chiesa della Madonna di Loreto: Altare maggiore
- Termon (Campodenno), chiesa della Natività di San Giovanni Battista: Altare laterale sinistro; Altare laterale destro
- Tuenetto (Predaia), chiesa di San Rocco: Altare maggiore (1640)[17]
- Varollo (Livo), chiesa della Natività di Maria: Altare laterale destro[12]
- Vigo di Ton, chiesa di Santa Maria Assunta: Altare laterale destro